# Bolesław Szuter
Bolesław Szuter (ur. 11 listopada 1970 w Raciborzu) – polski pływak, mistrz i reprezentant Polski.

## Kariera sportowa
Był zawodnikiem Victorii Racibórz i od 1991 AZS-AWF Warszawa. Na mistrzostwach Polski na basenie 50-metrowym zdobył 4 złote medale (100 m stylem dowolnym - 1992, 4 x 100 m stylem dowolnym - 1992, 1993, 4 x 200 m stylem dowolnym - 1992, 4 x 100 m stylem zmiennym - 1992),  3 srebrne medale (200 m stylem dowolnym - 1986, 1989, 4 x 100 m stylem zmiennym - 1991) i 7 brązowych medali (50 m stylem dowolnym - 1992, 200 m stylem dowolnym - 1987, 1990, 400 m stylem dowolnym - 1990, 1993, 4 x 100 m stylem dowolnym - 1986, 4 x 100 m stylem zmiennym - 1987).
Reprezentował Polskę na mistrzostwach świata i Europy. Jego najlepszymi osiągnięciami było 8. miejsce na mistrzostwach świata w 1991 w sztafecie 4 x 200 m stylem dowolnym (był to pierwszy w historii finał polskiej sztafety na mistrzostwach świata - partnerami byli Artur Wojdat, Mariusz Podkościelny i Maciej Soszyński) oraz 6. miejsce na mistrzostwach Europy w 1989.
Był rekordzistą Polski w sztafecie 4 x 100 m stylem dowolnym (1 x w 1992) i sztafecie 4 x 200 m stylem dowolnym (2 x w 1989 - w eliminacjach i finale mistrzostw Europy).
Jego żoną jest olimpijka w pływaniu Magdalena Kupiec. Ojciec, również Bolesław, był dyrektorem ds. sportowych Szkoły Mistrzostwa Sportowego w Raciborzu.